# Rebelión de Fujiwara no Nakamaro

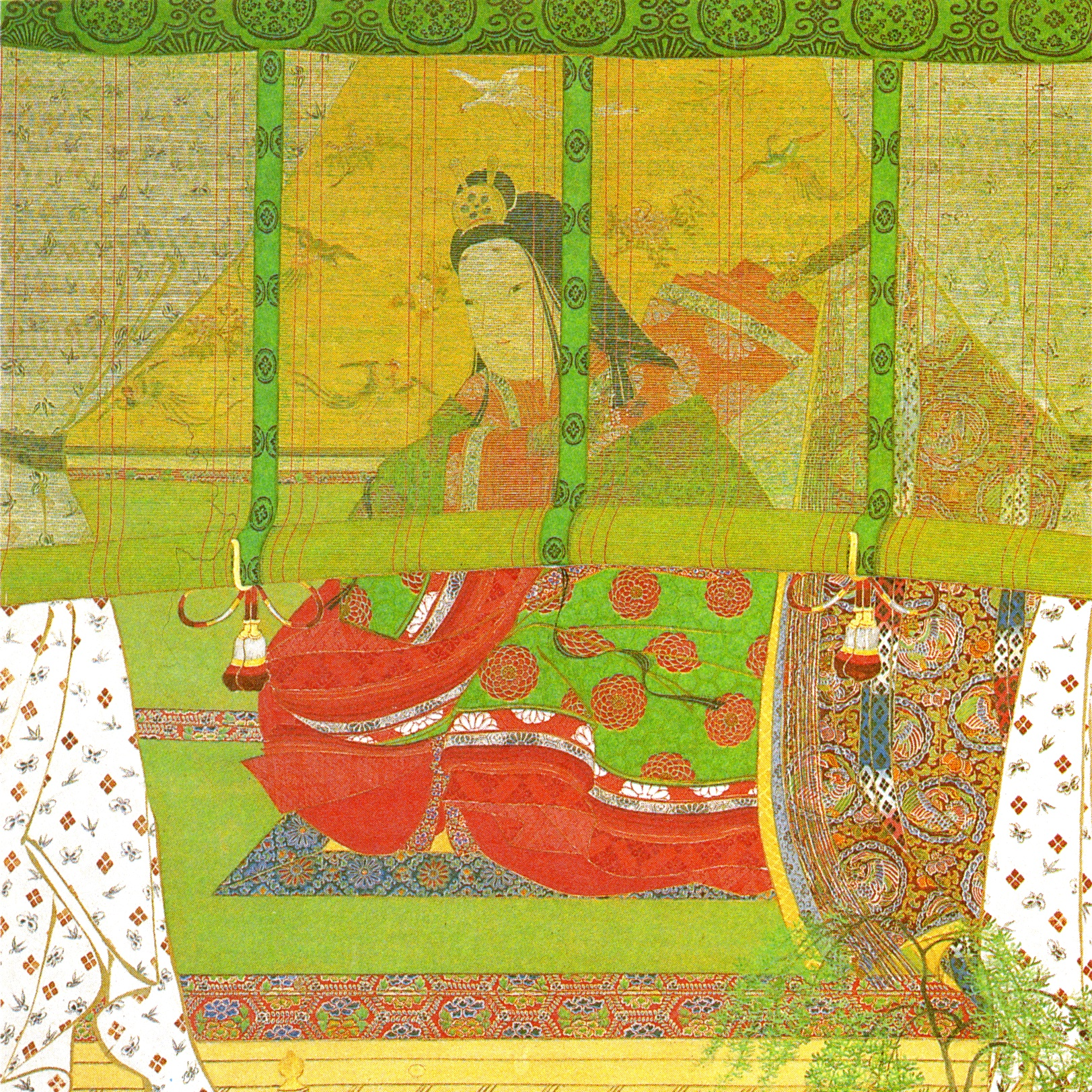
Emperatriz Koken de Japón que tuvo dos regencias entre 749–758 y entre 764–770

La Rebelión de Fujiwara no Nakamaro (藤原 仲 麻 呂 の 乱, fujiwara no nakamaro no ran), también conocida como la Rebelión de Emi, fue una confrontación militar de corta duración y sin éxito en el período Nara en Japón como resultado de una lucha de poder entre La emperatriz Kōken y la principal figura política de la época, Fujiwara no Nakamaro, del poderoso clan Fujiwara.
Con el apoyo del Emperador Shōmu y la Emperatriz Kōmyō, con quien tenía lazos familiares, Nakamaro rápidamente subió en la carrera profesional durante los años 740 y 750, logrando algunos de los más altos rangos y puestos en la corte. Durante los primeros años del reinado del emperador Junnin, a quien él apoyaba, Nakamaro gobernó el país de facto. Después de la muerte de Kōmyō en 760, la emperatriz retirada Kōken comenzó a tomar los asuntos del gobierno en su mano, lo que resultó en un conflicto entre Nakamaro / Junnin por un lado y Kōken y su asociado cercano Dōkyō por el otro.
Para restablecer la autoridad, el día 11 del noveno mes, durante la era Tenpyō-hōji 8 (14 de octubre de 764), Nakamaro tomó los signos de la autoridad imperial y dejó la capital en Nara para las Provincias Orientales. El grupo alrededor de Kōken reaccionó movilizando un ejército y bloqueando el acceso en las carreteras principales. Los dos ejércitos finalmente se involucraron en una batalla una semana después, el día 18 del noveno mes (21 de octubre de 764) en Miozaki, en el lado occidental del lago Biwa, en el que Nakamaro fue asesinado, poniendo fin a la rebelión.

## Antecedentes

### Ascender al poder
Fujiwara no Nakamaro era un aristócrata japonés (kuge) y el segundo hijo de Fujiwara no Muchimaro, fundador de la rama nanke (sur) del clan Fujiwara. Vivió durante el período Nara, cuando los Fujiwara luchaban con el clan Tachibana por la influencia en la corte. Bajo el emperador Shōmu, que gobernó desde el 724 hasta el 749, los Tachibana estuvieron adelante y la posición influyente de "Ministro de la Izquierda" (sadaijin) estaba en manos de Tachibana no Moroe. Fujiwara no Nakamaro hizo su primer contacto con el ejército en 740 como "Gran General de la Caballería Avanzada" para la escolta de la gira del Emperador Shōmu a las provincias orientales durante la rebelión de Fujiwara no Hirotsugu.
En 743, fue nombrado consultor. Poco después, cuando la capital se trasladó de Kuni cerca de la base de poder de Tachibana al Palacio Shigaraki, cerca de las propiedades de Fujiwara, Nakamaro, respaldado por su tía, la Emperatriz Kōmyō, se unió al Consejo de Estado (Daijō-kan). Como jefe de la Oficina de la Emperatriz Consorte (shibi chudai), estaba a cargo de los asuntos principales de Kōmyō y su influencia política aumentó a medida que las leyes emitidas por la oficina tenían el mismo peso que los edictos imperiales. Al mismo tiempo, el poder de Tachibana no Moroe, que había sido respaldado por la emperatriz retirada Genshō hasta su muerte en 748, estaba en declive. A través de este favoritismo, Nakamaro subió rápidamente en el rango de la corte de 4.º superior (744) a 4.º superior (746), 3.er júnior (748), 3.er sénior (749) y 2.º rango júnior en 750.
Shōmu abdicó en 749 a favor de su hija, la princesa Takano-hime, y luego la emperatriz Kōken. Siendo una mujer independiente y de carácter fuerte que se identificó con la autocrática emperatriz china Wu, durante su primer reinado hasta 758 todavía estaría bajo las sombras de su padre, el emperador retirado Shōmu y Kōmyō.  Ella favorecería al Fujiwara y particularmente a Nakamaro dándole muchos ingresos y poder otorgándole títulos. Cuando Moroe criticó públicamente a Kōken en una fiesta de bebidas alcohólicas en 755, Nakamaro y sus seguidores lo obligaron a retirarse.  El rápido ascenso de Nakamaro a través del favoritismo fue visto con envidia, incluso entre los miembros del clan Fujiwara y particularmente por su hermano Toyonari.
Después de la muerte de Moroe en 757, su hijo, Tachibana no Naramaro, conspiró para eliminar a Fujiwara no Nakamaro y derrocar a la Emperatriz Kōken. Pero Nakamaro se enteró e hizo ejecutar a los principales conspiradores y su propio hermano Toyonari fue enviado al exilio en Dazaifu. En el mismo año, Nakamaro fue nombrado "Ministro de Derecho"    (Udaijin) y "Ministro de la Oficina de la Emperatriz Consorte" (shibi naishō) que supervisó los asuntos militares del país. Otros cargos que ocupó durante este tiempo incluyen "Viceministro" (jundaijin) y "Comandante superior de los guardaespaldas medios".
En 758, Kōken abdicó formalmente a favor del emperador Junnin, un títere de Nakamaro, casado con la hija de Nakamaro. El título del Ministro de Derecho, en poder de Nakamaro en ese momento, se cambió a taihō (Gran Guardián) y su nombre cambió a Emi no Oshikatsu. Nakamaro, en la cima de su poder, fue al norte para someter al pueblo Ezo e hizo planes para conquistar el reino coreano de Silla. El día 11 del primer mes, 760, Nakamaro fue ascendido de taihō a taishi y recibió el primer rango júnior; y en 762 el primer rango superior.

### Conflicto con Kōken
La autoridad de Nakamaro comenzó a declinar cuando su principal partidario, Kōmyō, murió en 760 y Kōken comenzó a desempeñar un papel más activo en la política.  Permitiría que el emperador reinante Junnin, que era apoyado por Nakamaro, hiciera solo tareas ceremoniales y menores, mientras que manejaría todos los asuntos importantes de gobierno, incluyendo gratificaciones y castigos. Esto se expresa en un edicto emitido por Kōken en el sexto mes de 762 que establece: "en adelante, el emperador llevará a cabo asuntos menores de estado, pero los asuntos importantes del estado, incluida la dispensa de premios y castigos, serán manejados por mí". Las hambrunas, epidemias y gastos por la invasión planificada de Silla y un nuevo palacio en Hora aumentaron la carga del gobierno.  Además, Kōken había desarrollado una relación íntima con el monje budista, Dōkyō, que había sanado ella de alguna enfermedad en el cuarto mes de 762. En el año siguiente, el nombramiento de Dōkyō al tercer rango en la jerarquía eclesiástica (Shōsozu) significó el desplazamiento de Jikun, un sacerdote cercano a Nakamaro.
Preocupado por el poder gubernamental que se trasladó a Dōkyō y por ver a un compañero del clan a la deriva hacia el grupo alrededor de Kōken, Nakamaro se lanzó a su revuelta. En una nota más general, este conflicto puede verse como un desacuerdo entre dos grupos sobre el papel del Emperador, y el que rodea a Kōken favorece la autoridad directa como en China en ese momento, mientras que, por otro lado, Nakamaro y sus seguidores apoyaron el práctica de tiempos anteriores a Tenmu donde el Emperador como sumo sacerdote de los asuntos de los dioses era el líder espiritual del país, mientras que el poder político real estaba en manos del líder de un clan imperial ("en la ley").

## La Rebelión

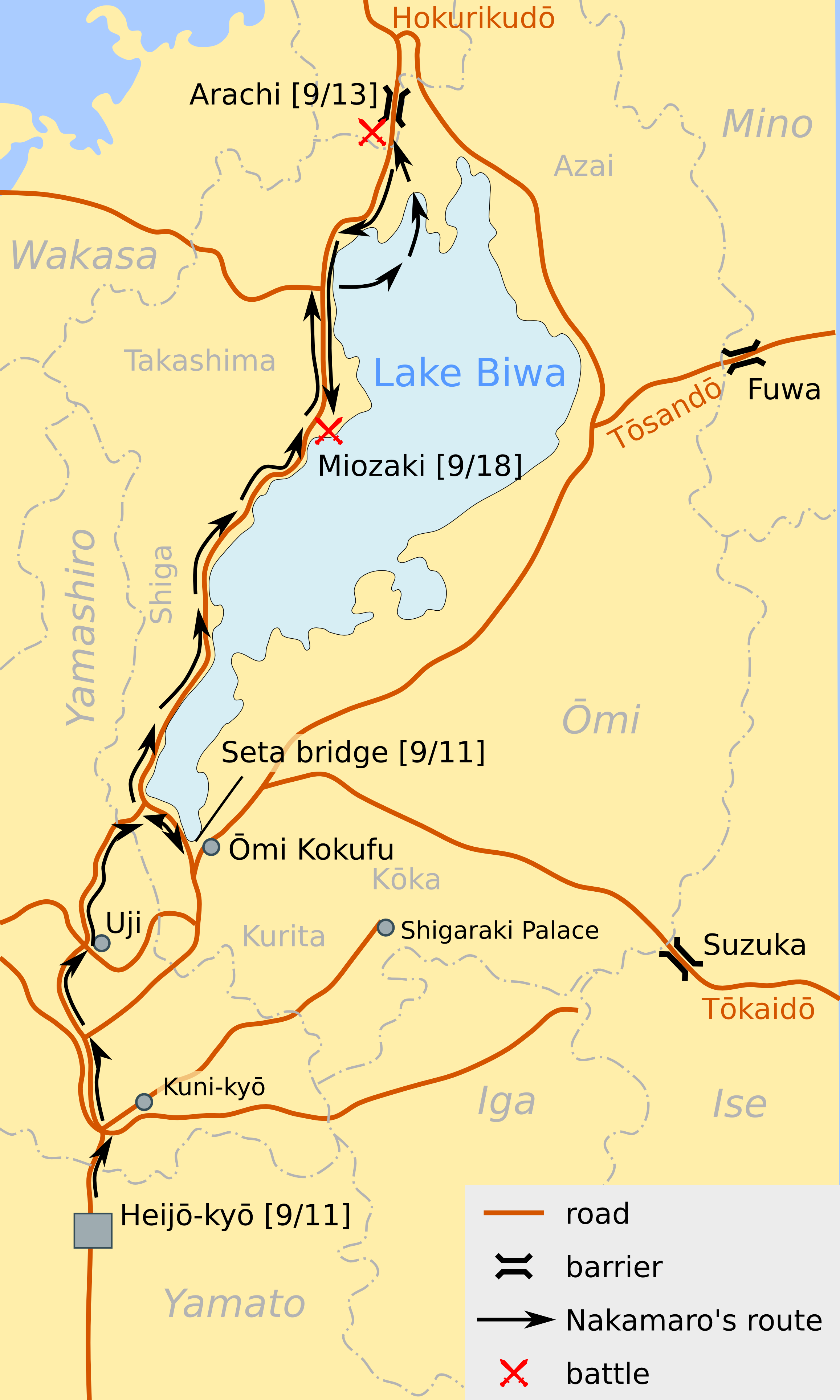
Mapa que muestra la ruta y los sitios de batalla de la Rebelión Fujiwara no Nakamaro 764 en Japón

Para restaurar la autoridad y el prestigio, Nakamaro planeó un golpe de Estado. Como jefe de la Guardia del Medio, tomó el control de los militares en la capital y las provincias vecinas, colocando a sus hijos en una posición clave en la Guardia del Palacio y como gobernadores de las Provincias Echizen y Mino, que eran estratégicos para el acceso al Honshu Oriental.  Otros dos hijos (Kuzumaro y Asakari) nombró al Consejo de Estado. A cambio, Kōken nombró a Fujiwara no Masaki (crítico de Nakamaro) como "Consejero del Medio" e hizo regresar a Kibi no Makibi, de 69 años, del exilio. Este último había desempeñado un papel importante durante la rebelión de Hirotsugu y era un experto en estrategia china. Fue puesto a cargo de la preparación de fuerzas y el refuerzo de las obras defensivas en el río Seta, que resultaría en cortar a Nakamaro de las provincias orientales. El segundo día del noveno mes (1 de octubre) de 764, Nakamaro le pidió a Kōken que lo nombrara "Supervisor de Mensajeros Militares de las Cuatro Provincias del Kinai, las Tres Provincias de los Pases (Echizen, Mino, Ise) y Ōmi, Tanba y Harima ".
Para ver si los cuerpos celestes estaban alineados favorablemente para una rebelión, Nakamaro consultó al maestro yin-yang Ōtsu Ōura que estaba asociado con el Príncipe Wake, sobrino del emperador Junnin. Sin embargo, el astrónomo filtró la trama y fue recompensado con un ascenso al 4.º rango. Cuando Kōken intentó tomar el sello imperial y las campanas de la estación del emperador Junnin el día 11 del noveno mes (10 de octubre de 764), los eventos se intensificaron. Se produjo una lucha cuando Nakamaro envió a uno de sus hijos para recuperar los objetos, Kōken respondió enviando a dos soldados y finalmente Nakamaro tuvo éxito al ordenarle al Capitán de la Guardia del Medio que recuperara los sellos y los pases de viaje. Llamó al hermano mayor de Funado, Shioyaki, el nuevo emperador. Junto con Shioyaki y con los signos de la autoridad imperial, salió de la capital para Ōmi.

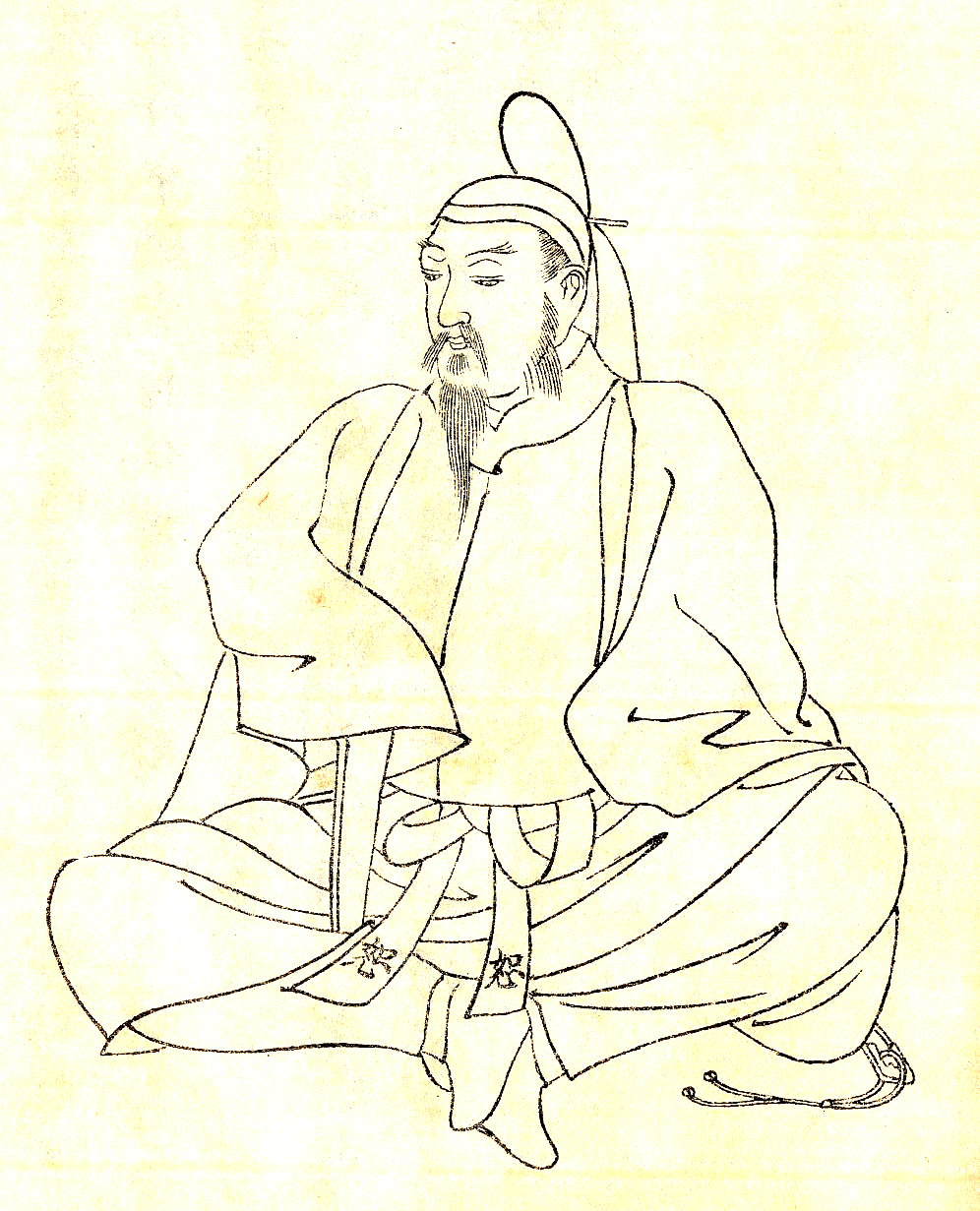
Fujiwara no Kurajimaro, político y miembro de la corte durante el período Nara

La ex emperatriz despojó a Nakamaro de rango, posición y apellido (11.º día del 9.º mes). Para evitar su vuelo hacia el este, ella tenía las tres barreras antiguas en Suzuka, Fuwa (cerca de lo que luego sería Sekigahara-juku) y Arachi cerró. Estos marcaron la frontera con las provincias orientales. El ejército que ella levantó, ocupó el cuartel general provincial (kokufu) en Ōmi e hizo quemar el puente Seta, por lo que Nakamaro tuvo que encontrar otra ruta de escape.  Fujiwara no Kurajimaro fue enviado como líder de un ejército contra Nakamaro.
El ejército rebelde giró hacia el norte hacia la provincia de Echizen, donde contaba con el apoyo de su hijo, que era gobernador provincial. Pero, de nuevo, las fuerzas de Kōken fueron más rápidas y con la ayuda de la élite local mataron al gobernador y bloquearon el paso de Arachi. Al no poder escapar hacia el norte o el sur, el grupo de Nakamaro intentó cruzar el lago Biwa en un bote, pero tuvo que regresar debido al viento adverso. Finalmente llegó a una batalla de tiro con arco el día 18 del noveno mes (17 de octubre de 764) de 1 a. m. a 3 p. m. en Miozaki en la provincia de Ōmi. Cuando el lado de Nakamaro pareció ganar ventaja, llegó el refuerzo de la capital obligando a los rebeldes a retirarse. Mientras intentaban escapar en barco, Nakamaro y su familia fueron capturados y ejecutados. La cabeza del rebelde fue llevada como trofeo a la capital. Según el Nihon Kōki, un total de 375 personas que participaron en la rebelión fueron sentenciadas a la pena de muerte, pero posteriormente fue conmutada por el exilio.
Los factores citados por el fracaso de la Rebelión de Nakamaro incluyen la envidia y la falta de apoyo dentro del clan Fujiwara. Además, a pesar de su alto cargo como Supervisor de Mensajeros Militares, a diferencia de Kōken, Nakamaro no logró obtener el apoyo de los magistrados de distrito locales que tenían una gran parte de la fuerza militar, en particular los combatientes a caballo, bajo su mando.

## Consecuencias
Con su rival más fuerte fuera del camino, la emperatriz retirada Kōken quedó a cargo de la situación. En lo que Ross Bender sugiere ser una procesión triunfal, en el año 765 Kōken y otros miembros de la corte emprendieron una gira real por las provincias de Kawachi, Izumi y Kii. A Junnin, que se había convertido en Emperador gracias al apoyo de Nakamaro, no le gustaba Kōken. En el mes siguiente a la rebelión, emitió un edicto significativo en el que el emperador titular Junnin fue acusado de estar en colusión con el rebelde. Ella destronó a Junnin y lo degradó al rango de príncipe. Junto con su madre, fue exiliado a la isla de Awaji, donde las condiciones eran pésimas y en un intento de fuga, el exemperador fue capturado y asesinado. Kōken se convirtió en Emperatriz por segunda vez como Emperatriz Shōtoku.

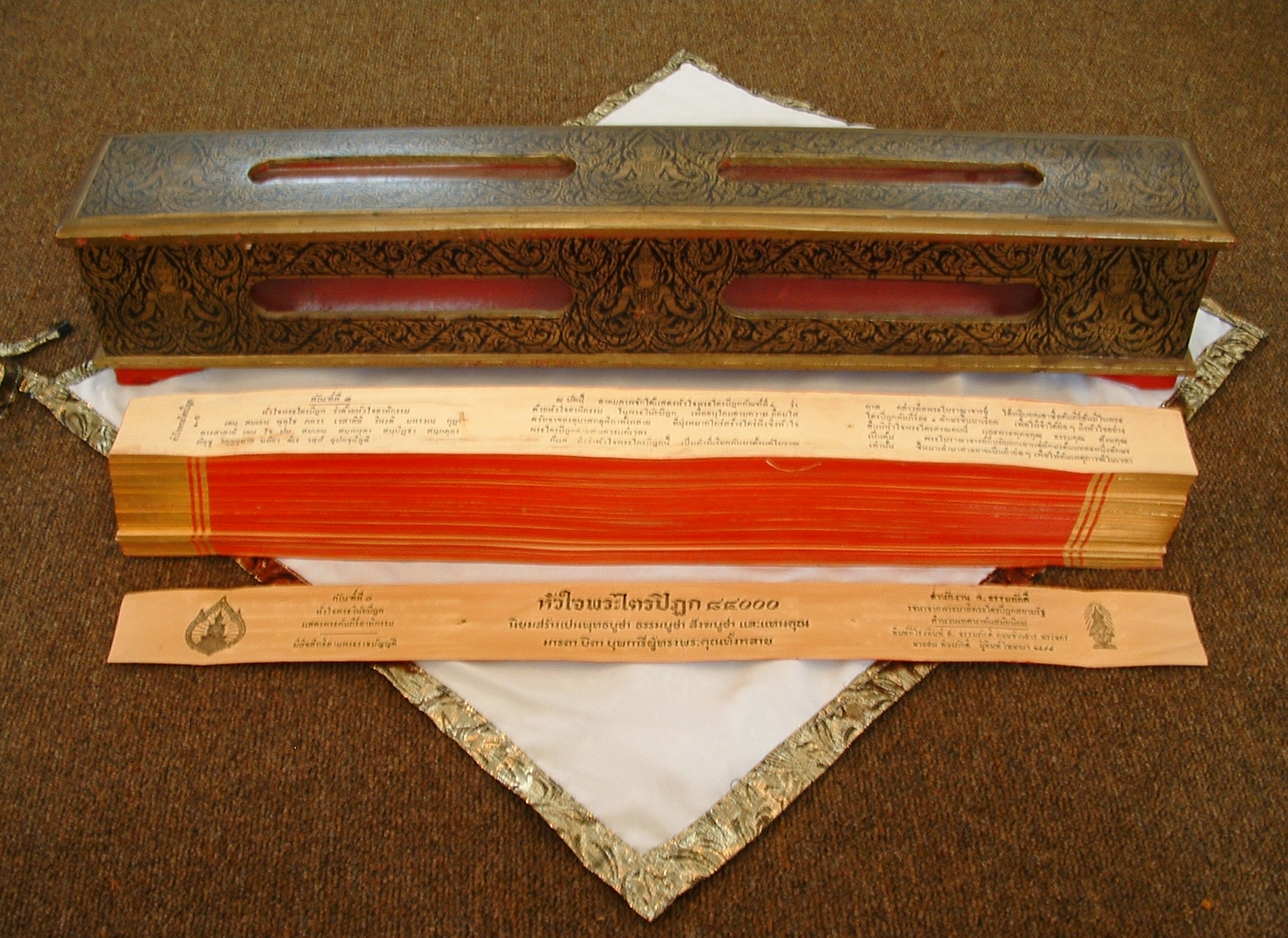
Copia del canon budista tripitaka

Como emperatriz Shōtoku, se rodeó de personas leales. Fujiwara no Toyonari, que se había opuesto y había sido exiliado por su hermano Nakamaro, fue traído de Dazaifu durante la revuelta del día 14 del noveno mes (13 de octubre de 764) y reincorporado como Ministro de Derecho. Ella promovió a Dōkyō del 5.º al 3.er rango, y en el 765 lo convirtió en prelado del primer ministro (daijōdaijin zenshi). Su autoridad se incrementó aún más en el día 20 del décimo mes, 766, al Rey Budista (Hō-ō) y el día 20 del 3.er mes, 767 por la creación de la "Oficina Imperial para el Rey Budista" (Hō-ō Kyūshiki). En títulos, rivalizaba con el semi-legendario Príncipe Shōtoku y también recibía funcionarios a la manera de un emperador, sin embargo, Dōkyō solo tenía responsabilidades espirituales (no políticas). Con el ascenso de Dōkyō en el poder también se produjo una propagación activa del budismo. Después de la rebelión, la Emperatriz Shōtoku ordenó la copia del tripiṭaka, canon budista, y para pacificar las almas de los que habían muerto durante la Rebelión de Nakamaro, hizo producir el Hyakumantō Darani, una comisión a gran escala de pagodas de madera en miniatura y grabados en madera para distribuirlos en templos provinciales.
El Fujiwara retuvo suficiente poder para evitar un plan para elevar Dōkyō al Emperador en 769, conocido como el Incidente Dōkyō. Cuando la emperatriz Koken murió en 770 sin dejar hijos, lograron romper la línea imperial de descendientes del emperador Temmu, que pensaron que siempre favorecería el dominio imperial directo sobre el control de un clan no imperial como el Fujiwara. Dōkyō fue enviado al exilio y varios líderes de Fujiwara fueron nombrados para ocupar cargos gubernamentales prominentes. Según Zachert, la inestabilidad política y la amenaza a la línea de sucesión imperial debido a Dōkyō durante el gobierno de Kōken / Shōtoku actuó como un elemento disuasorio y Japón no vería a otra mujer gobernante por cerca de 1000 años.